# Batalla de Zusmarshausen
La batalla de Zusmarshausen se libró el 17 de mayo de 1648 en el actual distrito de Augsburgo, en Baviera, Alemania, entre tropas del Sacro Imperio Romano Germánico y Suecia, de un lado, y Francia, dirigidas por Enrique de la Tour d'Auvergne, del otro. La fuerza franco-sueca fue la vencedora y el ejército imperial apenas logró escapar a la aniquilación.
El ejército francés, al mando de Turenne, primero capturó varias piezas de artillería, antes de reunirse con el ejército sueco. Cuando los ejércitos se encontraron, eran unos 26 000 hombres, mientras que los del Imperio solo eran 10 000 hombres.
Esta batalla fue una de las últimas en la Guerra de los Treinta Años; sus consecuencias fueron el debilitamiento de la monarquía de los Habsburgo y del Sacro Imperio Romano Germánico y señalaron el ascenso de Francia como el Estado más poderoso de Europa.